# Pentecostarion
Pentecostarion (grekiska: Πεντηκοστάριον; translitteration: Pentekostárion; kyrkslaviska: Цвѣтнаѧ Трїωдь/Tsvjetnaja Trijod; rumänska: Penticostar) är en liturgisk bok som används inom de östliga ortodoxa och östliga katolska kyrkorna, vars hymner sjungs mellan påskdagen och Alla helgons dag.